# Râul Slănic de Gura Ocniței
Râul Slănic de Gura Ocniței sau Râul Slănic este un curs de apă, afluent al râului Ialomița. 